# گندابه (رباط)
گندابه یک روستا در ایران است که در دهستان رباط شهرستان خرم‌آباد واقع شده‌است. گندابه ۲۲ نفر جمعیت دارد.

## جمعیت
این روستا در بخش مرکزی شهرستان خرم‌آباد قرار دارد و براساس سرشماری مرکز آمار ایران در سال ۱۳۸۵، جمعیت آن ۲۲ نفر (۶۶ خانوار) بوده‌است.